# Робін Галл
Ро́бін Га́лл (англ. Robin Hull; нар.18 серпня 1974 Турку, Фінляндія) — фінський професіональний гравець у снукер. Деякий час він був єдиним гравцем мейн-туру зі Скандинавії, хоча його батько — англієць. У сезоні 2008/09 Галл через серйозну хворобу пішов з мейн-туру, повернувшись лише в 2011.

## Кар'єра
Робін кваліфікувався до чемпіонату світу 2002, вибивши з боротьби Стіва Девіса. Крім цього, він був чвертьфіналістом Welsh Open 2003 та Кубка Мальти 2006.
Робін Галл завжди відзначався високою серійністю. На його рахунку понад 110 сенчурі-брейків, і він входить до елітного «списку сенчуристів». Також він є одним з небагатьох, кому не вдалося зробити максимальний брейк через промах на останній кулі.
У сезоні 2003/04 Робін захворів на небезпечну вірусну інфекцію, і ця недуга переслідував фіна аж до його тимчасового відходу з професійного снукеру у 2008му.

## Досягнення в кар'єрі
- Кубок Мальти чвертьфінал — 2006
- Welsh Open чвертьфінал — 2003
- Чемпіонат світу 1/16 фіналу — 2002